# Quisqualis mussaendiflora
Quisqualis mussaendiflora là một loài thực vật có hoa trong họ Trâm bầu. Loài này được (Engl. & Diels) Exell miêu tả khoa học đầu tiên năm 1931.